# Heinrich-Böll-Platz
Heinrich-Böll-Platz är ett torg vid Kölnerdomen i Köln i Tyskland.
Heinrich-Böll-Platz ligger något öster om Kölnerdomens kor och sträcker sig till nära stranden av floden Rhen med parken Rheingarten. Den är byggd ovanpå taket på Kölner Philharmonies konsertsal och andra lokaler. Vid dess södra sida ligger Museum Ludwig. Från platsen nås, på samma nivå, gångbanan på järnvägsbron Hohenzollernbrücke, som leder över till förstaden Deutz på östra stranden av Rhen. Från platsen nås också med trappor och zigzag-formade ramper Rheingarten och Rhens strand.
Platsens läge överensstämmer ungefär med det nordöstra hörnet av stadsmuren till den romerska provinshuvudstaden Colonia Agrippina från första århundradet efter Kristus.
Från 1000-talet låg öster om Kölnerdomens kor kyrkan Sankt Maria ad Gradus ("Den heliga Maria vid trappan"). Denna kyrka hade en  roll i samband med de omfattande pilgrimsfärderna till Köln. Denna kyrka avsakraliserades såsom överflödig efter Napoleons ockupation av Rhenlandet 1794, användes som lagerlokal ett antal år och revs slutligen från 1817.
Under de första decennierna efter andra världskriget låg här, på en lägre nivå än idag, en bussterminal. Rhenstranden var därmed svårtillgänglig från Domplatsen, också på grund av genomfartsleden Rheinuferstrasse, som vid denna tid gick i marknivå. Kölns stad beslöt i mitten av 1970-talet att bebygga området sydost om domen med kulturbyggnader. Arkitektfirman Busmann + Haberer fick planeringsuppdraget 1975 och arbetade med landskapsarkitekten och från 1980 med skulptören och jordkonstnären Dani Karavan för att gestalta Domplatsen ovanpå Kölner Philharmonies konserthustak. Platsen blev färdig 1986. 
Dani Karavan arbetar i sina gestaltningar med skulpturer inlagda i en skapad omgivning. Således har han varierat markmaterialet på Heinrich-Böll-Platz så att det ska associera med torgets närmaste omgivning. Rött tegel överensstämmer med Museum Ludwigs fasadmaterial i söder, granit från Sardinien i gångar över torget med markmaterialet på Roncalliplatz i väster, gräs med Rheingarten och inlagd räls till järnvägsstationen och järnvägsbron i norr. Dani Karavan skapade för platsen också den stele- och portliknande skulpturen Ma'alot i platsens östra ände, något söder om förlängningen av kyrkans väst-östliga längdaxel.
På grund av en felkonstruktion störs musikföreställningar av klickljud från skoklackar och av rullbrädor på Heinrich-Böll-Platz, varför en del av torget spärras av vid musikföreställningar. 

## Bildgalleri

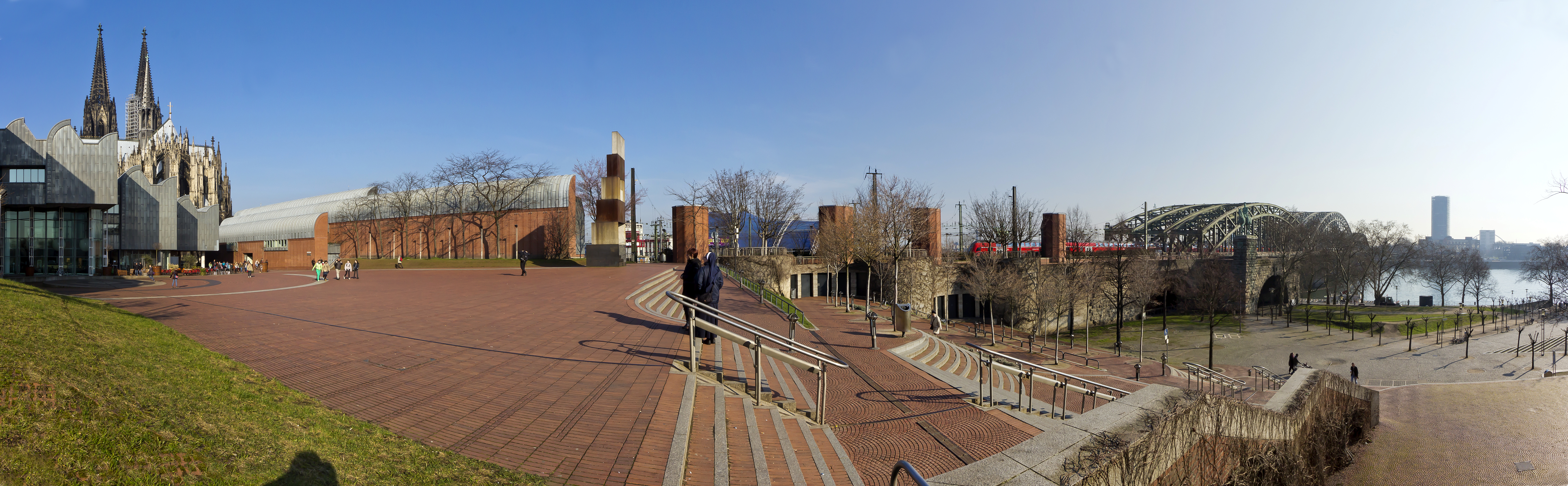
Heinrich-Böll-Platz fotograferad söderifrån.
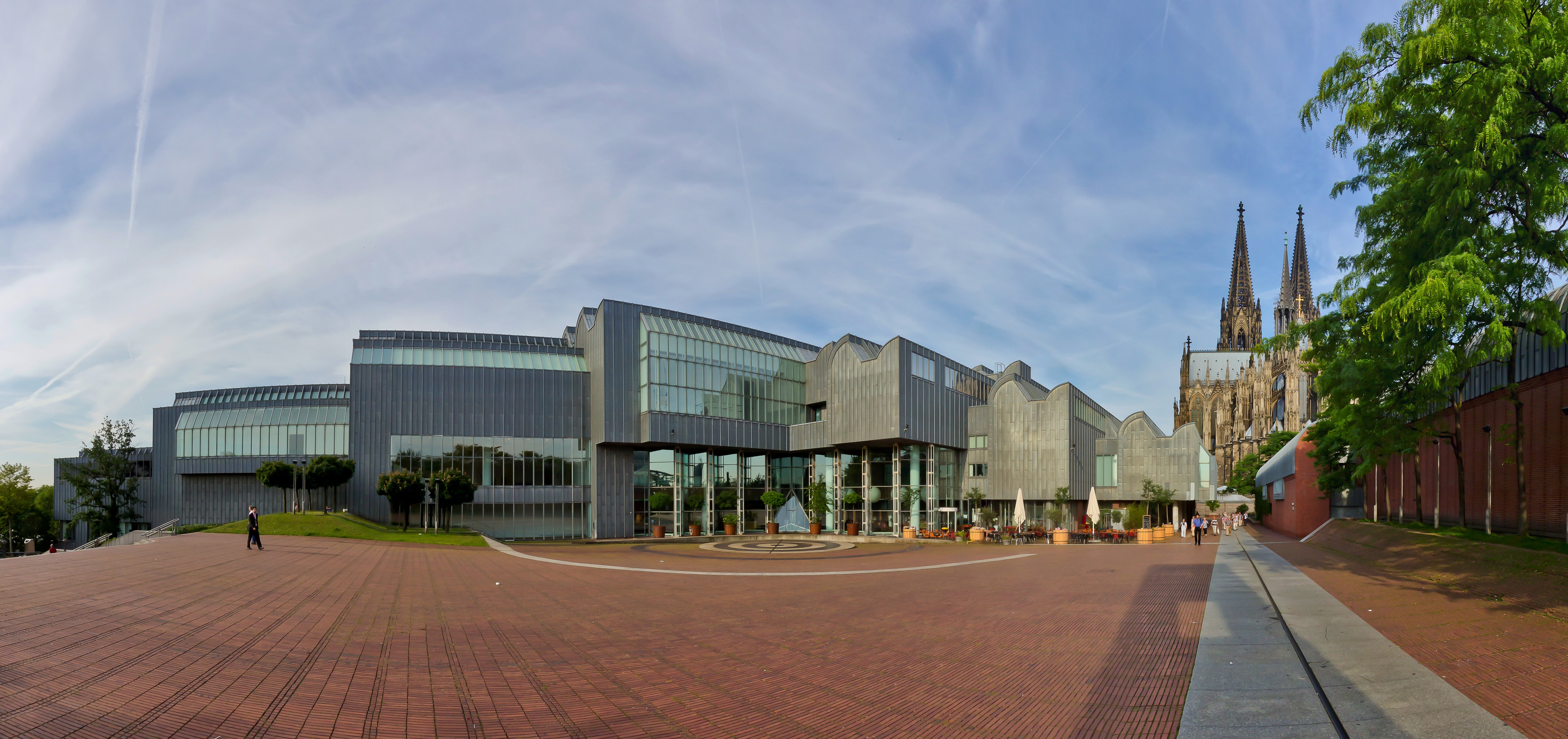
Heinrich-Böll-Platz fotograferad norrifrån mot Museum Ludwig.
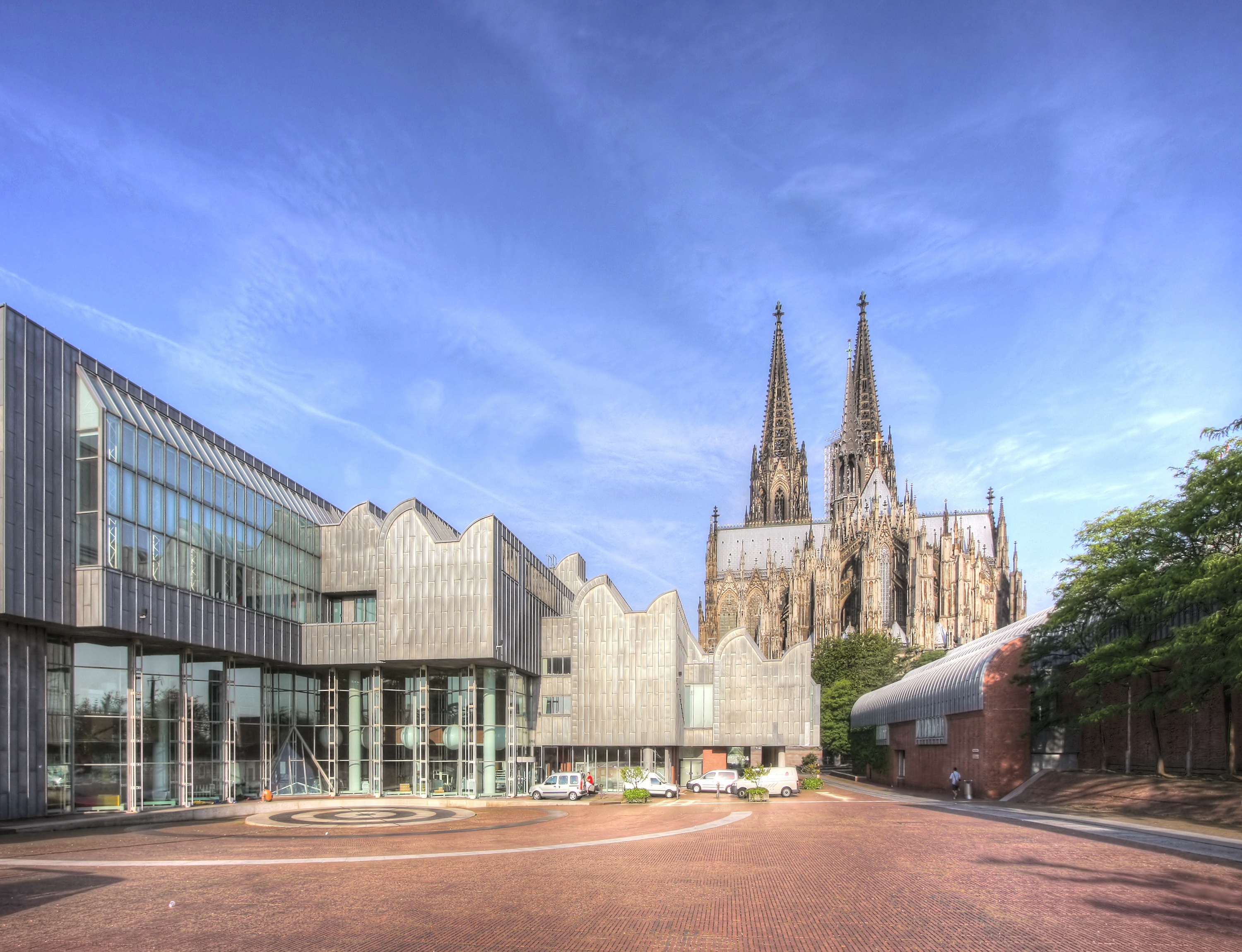
Heinrich-Böll-Platz fotograferad österifrån mot Kölnerdomen.
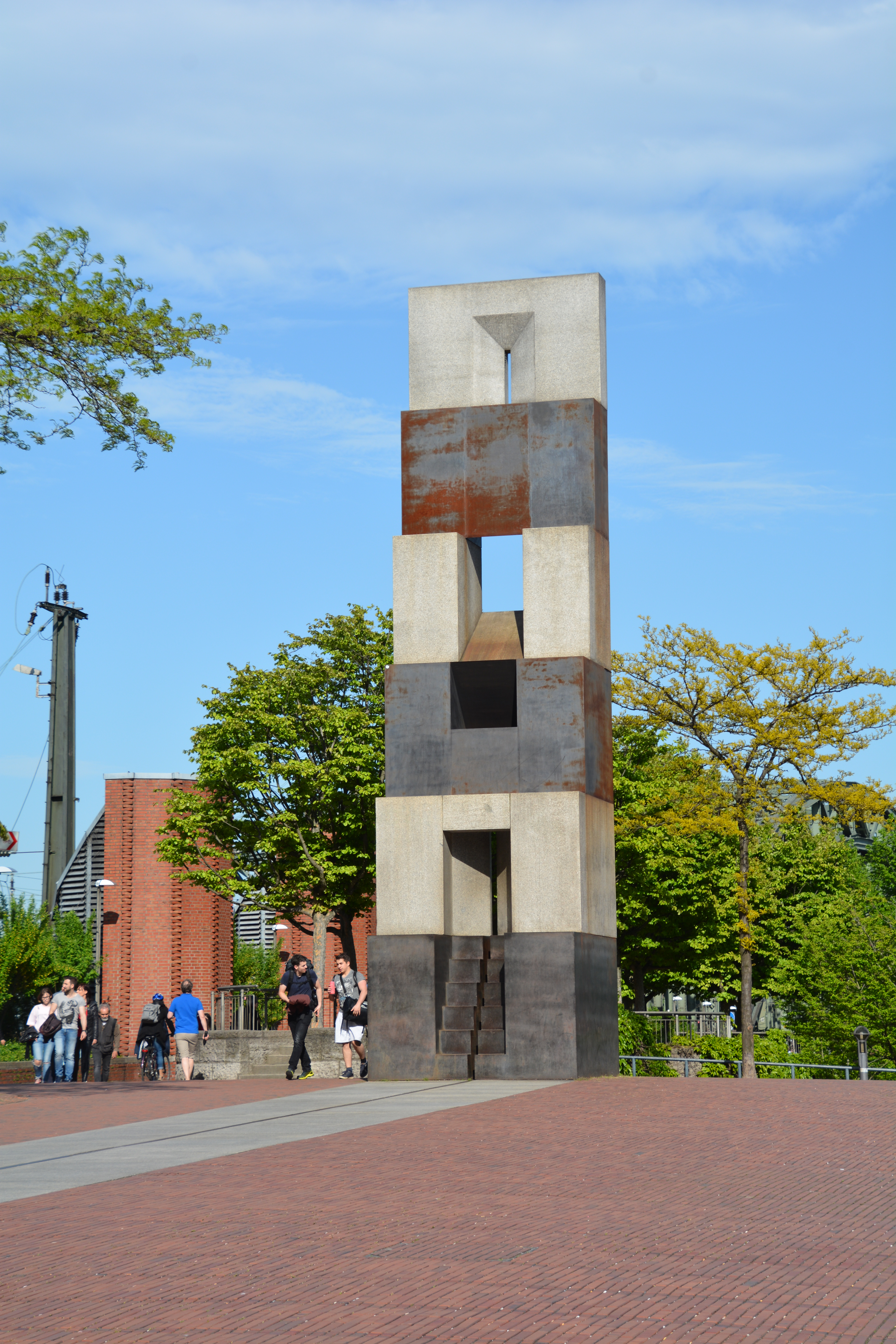
Skulpturen Ma'alot.
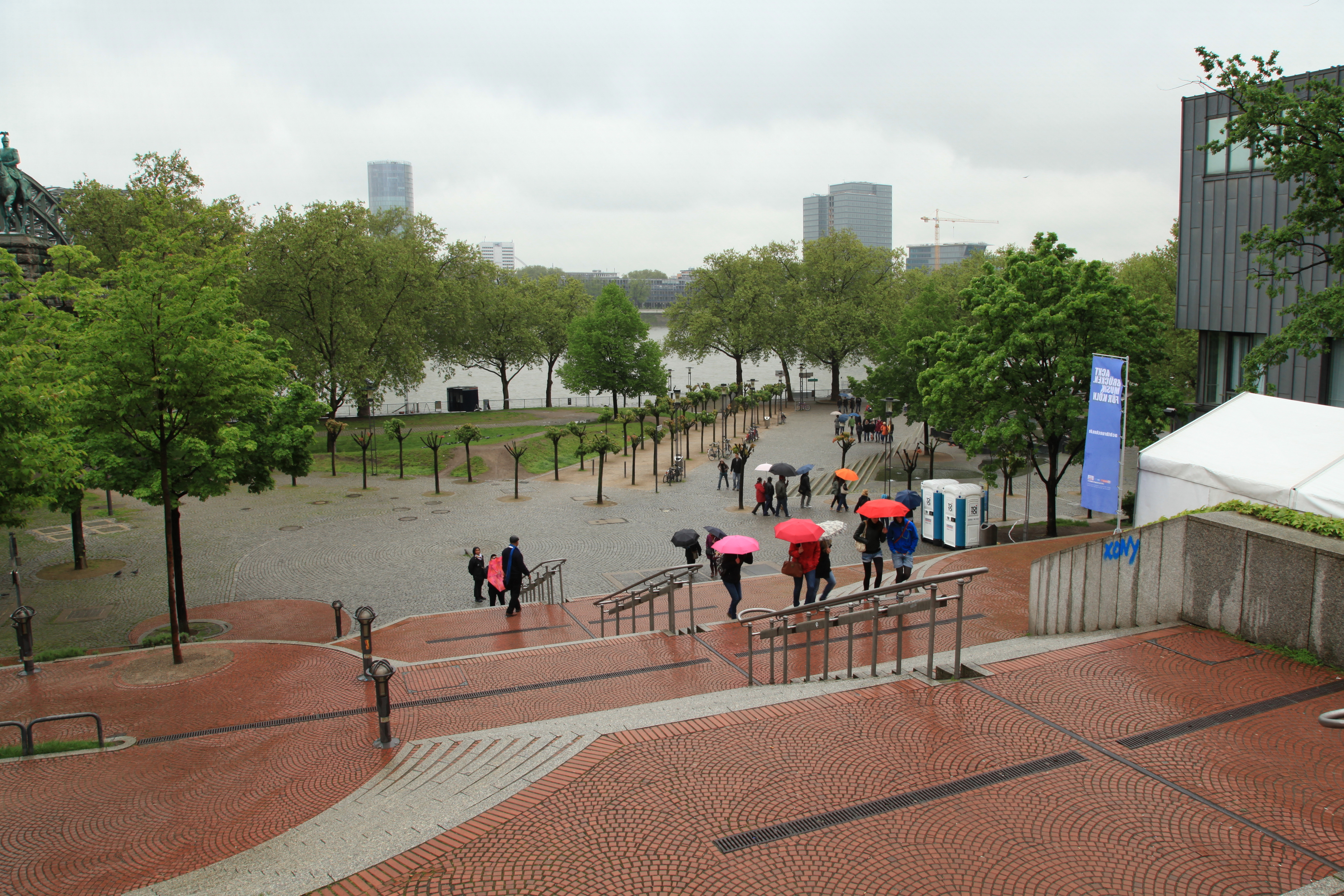
Vy mot Weltjugendtagsweg i Rheingarten och Rhen.